# Saint-James
Pour les articles homonymes, voir Saint James.
Saint-James ([sɛ̃ ʒɑm]) est une commune nouvelle française située dans le département de la Manche en région Normandie créée le 1er janvier 2017.
Elle est constituée par la fusion des anciennes communes de l’ex-communauté de communes de Saint-James qui regroupait l'ancienne commune de Saint-James et Argouges, Carnet, La Croix-Avranchin, Montanel, Vergoncey et Villiers-le-Pré.
La commune nouvelle est peuplée de 4 966 habitants.

## Géographie

### Description
La commune est posée sur un éperon rocheux.

### Communes limitrophes
| Pontorson (comm. dél. de Macey et de Pontorson) | Servon, Crollon, Juilley | Saint-Senier-de-Beuvron    |
| Pontorson (comm. dél. de Vessey)                | Saint-James | Montjoie-Saint-Martin      |
| Sacey                                           | Val-Couesnon (comm. dél. de Saint-Ouen-la-Rouërie, Ille-et-Vilaine), Les Portes du Coglais (comm. dél. de Coglès, Ille-et-Vilaine) | Le Ferré (Ille-et-Vilaine) |

### Hydrographie
La commune est traversée par la ligne de partage des eaux entre les bassins hydrographiques Seine-Normandie et Loire-Bretagne. Elle est drainée par le Beuvron, le Guerge, le Loison, le Tronçon, le cours d'eau 01 de la Braise, le ruisseau du Hamel, le cours d'eau 01 du Moulin de Juette, le cours d'eau 01 du Val de Sée, le cours d'eau 02 du Val de Sée, le fossé 01 de Vaucel, le fossé 01 du Buisson Giret, le fossé 01 du Pontcel, le fossé 02 du Pontcel, le fossé 06 de la Forge, le fossé 08 de la Moinerie, le ruisseau la villeberge et divers autres petits cours d'eau,.
Le Beuvron, d'une longueur de 31 km, prend sa source dans la commune de Parigné et se jette  dans la Sélune à Ducey-Les Chéris, après avoir traversé onze communes. Les caractéristiques hydrologiques du Beuvron sont données par la station hydrologique située sur la commune. Le débit moyen mensuel est de 0,884 m3/s. Le débit moyen journalier maximum est de 11,4 m3/s, atteint lors de la crue du 12 juin 2018. Le débit instantané maximal est quant à lui de 15,1 m3/s, atteint le même jour.
Le Guerge, d'une longueur de 26 km, prend sa source dans la commune des Portes du Coglais et se jette  dans le Couesnon à Sougeal, après avoir traversé sept communes. 
Le Loison, d'une longueur de 12 km, prend sa source dans la commune  et se jette  dans le Couesnon en limite d'Aucey-la-Plaine et de Sacey, après avoir traversé quatre communes. 
Le Tronçon, d'une longueur de 17 km, prend sa source dans la commune du Ferré et se jette  dans le Couesnon à Val-Couesnon, après avoir traversé cinq communes. 

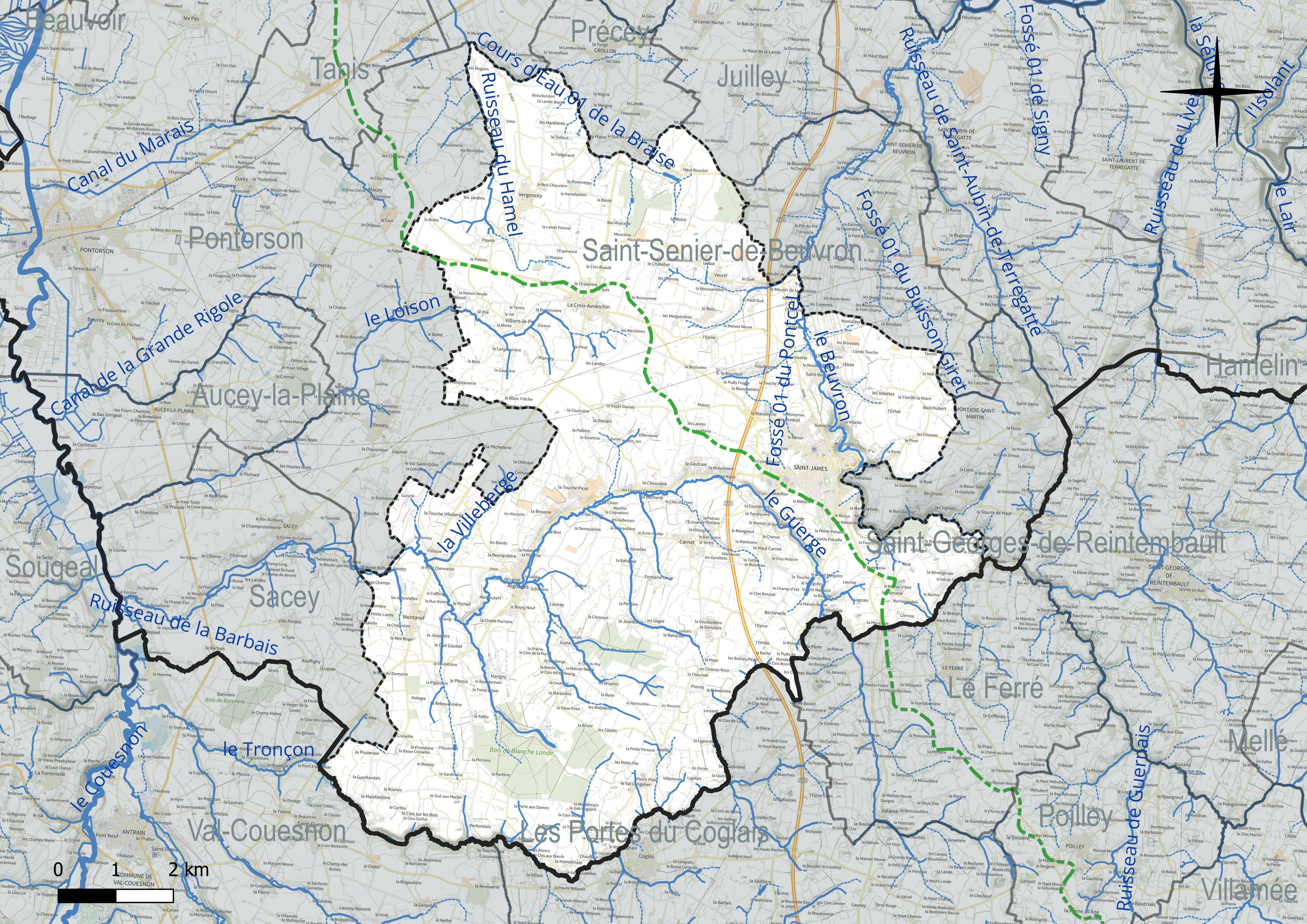
Réseau hydrographique de Saint-James.

Un plan d'eau complète le réseau hydrographique : l'étang du Margotin (0,6 ha),.

### Climat
Pour des articles plus généraux, voir Climat de la Normandie et Climat de la Manche.
En 2010, le climat de la commune est de type climat océanique franc, selon une étude du CNRS s'appuyant sur une série de données couvrant la période 1971-2000. En 2020, Météo-France publie une typologie des climats de la France métropolitaine dans laquelle la commune est exposée à un climat océanique et est dans la région climatique Bretagne orientale et méridionale, Pays nantais, Vendée, caractérisée par une faible pluviométrie en été et une bonne insolation. Parallèlement le GIEC normand, un groupe régional d’experts sur le climat, différencie quant à lui, dans une étude de 2020, trois grands types de climats pour la région Normandie, nuancés à une échelle plus fine par les facteurs géographiques locaux. La commune est, selon ce zonage, exposée à un « climat maritime », correspondant au Cotentin et à l'ouest du département de la Manche, frais, humide et pluvieux, où les contrastes pluviométrique et thermique sont parfois très prononcés en quelques kilomètres quand le relief est marqué.
Pour la période 1971-2000, la température annuelle moyenne est de 10,9 °C, avec une amplitude thermique annuelle de 12,4 °C. Le cumul annuel moyen de précipitations est de 960 mm, avec 13,4 jours de précipitations en janvier et 8,5 jours en juillet. Pour la période 1991-2020, la température moyenne annuelle observée sur la station météorologique la plus proche, située sur la commune de Pontorson à 14 km à vol d'oiseau, est de 11,9 °C et le cumul annuel moyen de précipitations est de 821,3 mm,. Pour l'avenir, les paramètres climatiques de la commune estimés pour 2050 selon différents scénarios d’émission de gaz à effet de serre sont consultables sur un site dédié publié par Météo-France en novembre 2022.

## Urbanisme

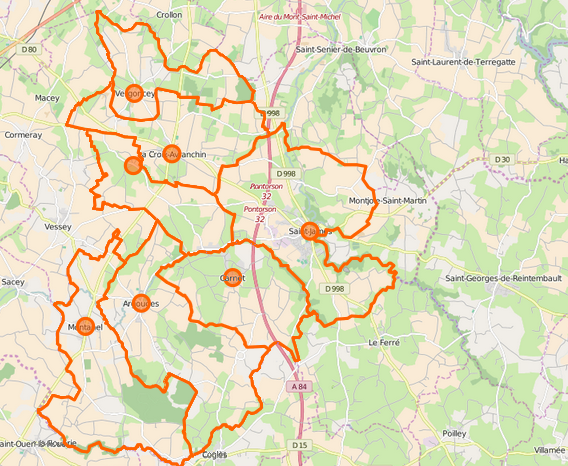
Les sept communes déléguées.

### Typologie
Au 1er janvier 2024, Saint-James est catégorisée bourg rural, selon la nouvelle grille communale de densité à sept niveaux définie par l'Insee en 2022.
Elle appartient à l'unité urbaine de Saint-James, une unité urbaine monocommunale constituant une ville isolée,. La commune est en outre hors attraction des villes,.

### Habitat et logement
| Logements                                        | Nombre en 2008 | % en 2008 | nombre en 2013 | % en 2013 | nombre en 2018 | % en 2018 |
| ------------------------------------------------ | -------------- | --------- | -------------- | --------- | -------------- | --------- |
| Total                                            | 2 481          | 100 %     | 2 640          | 100 %     | 2 776          | 100 %     |
| Résidences principales                           | 2 059          | 83,0 %    | 2 148          | 81,4 %    | 2 164          | 78,0 %    |
| → Dont HLM                                       | 197            | 9,6 %     | 215            | 10,0 %    | 207            | 9,6 %     |
| Résidences secondaires et logements occasionnels | 201            | 8,1 %     | 189            | 7,2 %     | 211            | 7,60 %    |
| Logements vacants                                | 221            | 8,9 %     | 302            | 11,4 %    | 401            | 14,4 %    |
| Dont :                                           |                |           |                |           |                |           |
| → maisons                                        | 2 267          | 91,4 %    | 2 417          | 91,6 %    | 2 531          | 91,2 %    |
| → appartements                                   | 203            | 8,2 %     | 212            | 8,0 %     | 237            | 8,5 %     |

## Toponymie
Le nom de la localité est attesté sous les formes [in burgo quod appelatur] Beverona en 1027-1035, Bivronem (accusatif) 1037-1046, Sanctus Jacobus vers 1040.
Le bourg primitif s'appelait Beuvron comme le montrent les formes anciennes. Cette dénomination est empruntée au nom de la rivière Beuvron, selon un processus fréquent en toponymie (cf. Fécamp, Eu, Dieppe, etc.). L'hydronyme Beuvron, d'origine gauloise, désignait un cours d'eau où il y avait des castors, en vieux celtique continental bebros. L'ancien français et dialectal bièvre « castor » est issu du mot gaulois par l'intermédiaire ou non d'un latin tardif beber issu du celtique qui a remplacé le latin fiber « castor ».
James est une variante ancienne de Jacques, due à la mutation ancienne de Jacobus en Jacomus, cf. italien Giacomo. C'est sous cette forme que ce prénom est passé en anglais.
Le nom se prononce « jam ».
La commune porte le nom transitoire de Beuvron-les-Monts sous la Révolution.
Le gentilé est Saint-Jamais.

## Histoire
La hauteur sur laquelle fut construit le bourg a été un point stratégique dès l'époque gallo-romaine, puis sous le règne de Guillaume le Conquérant, la guerre de Cent Ans, les guerres de Religion, la chouannerie et la Seconde Guerre mondiale,.

### Moyen Âge
Au Xe siècle, la paroisse était entre les mains d'un seigneur breton, Hascoit (Harcouet) de Saint-James. L'Avranchin et le Cotentin (actuel département de la Manche) étaient alors contrôlés par les Bretons.
C'est Guillaume le Conquérant qui à partir de 1067 aurait fait édifier les remparts et le premier château, l'un des plus puissants de Normandie aux XIe, XIIe et XIIIe siècles, pour se protéger des attaques bretonnes. Celui-ci noie également en plusieurs endroits la vallée du Beuvron et crée un jeu de digues afin de renforcer la protection de la place à l'ouest. Cité défensive jusqu’à la fin du XVe siècle, Saint-James est une ville drapière du Xe au XVIIIe siècle, et une halte pour les pèlerins en direction du Mont-Saint-Michel.
Dans le cadre de la guerre de Cent Ans, début 1426, le connétable de Richemont ayant rejoint son frère le duc Jean V en Bretagne, vient y assiéger les Anglais, mais sans succès. Les Anglais occupèrent la place une quarantaine d'années. Lors de la campagne de Normandie, en 1449, l'armée royale de Charles VII, commandé par le maréchal de Lohéac reprend la ville au bout de six jours. C'est à cette époque que la ville changea de nom et devient Saint-James.

### Temps modernes
Lors des guerres de Religion, Saint-James devient une place forte de Montgommery.

### Époque contemporaine
Pendant la chouannerie, la commune fut le théâtre de plusieurs affrontements entre les Républicains et les Chouans. Pendant toute la première moitié de l'année 1796, la commune resta aux mains des Chouans.

### XXesiècle

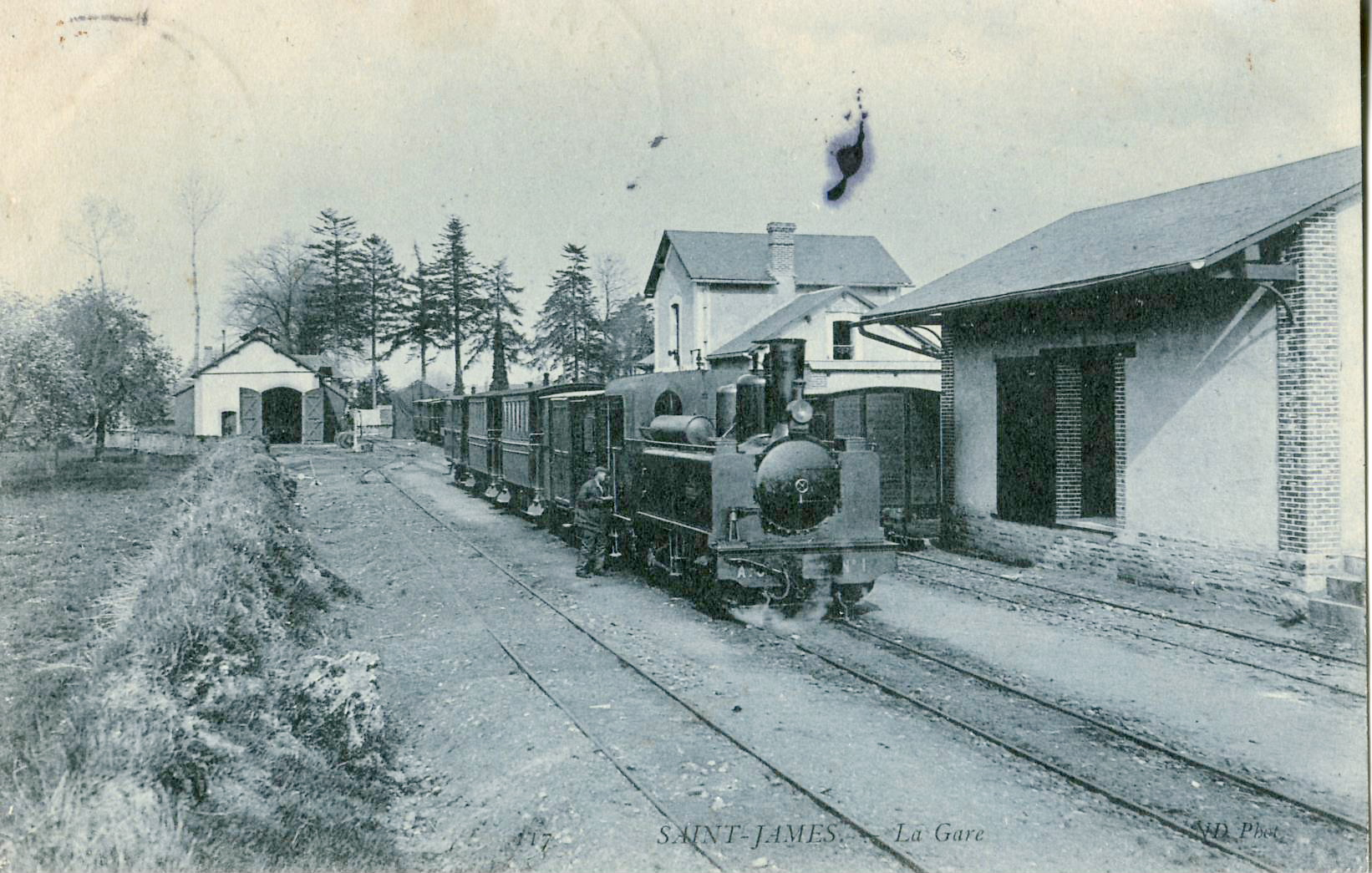
La gare de Saint-James, au temps des Tramways normands.

La commune est desservie de 1901 à 1933 par une ligne de chemin de fer secondaire, celle d'Avranches à Saint-James, exploitée par les Tramways normands.
L'affaire criminelle Louis Charuel, une incroyable machination, s'est déroulée à Saint-James en 1958 et a été jugée aux assises de la Manche à Coutances.

### XXIesiècle
Création de la commune nouvelle
En 2015, les douze communes de la communauté de communes de Saint-James, qui constituaient l'ex-canton de Saint-James, se lancent dans le projet de constitution d'une commune nouvelle ; neuf conseils municipaux (représentant 5 954 habitants) avaient dit oui mais trois s’étaient prononcés contre (représentant 1 211 habitants). Un vote qui imposait dès lors d’organiser un référendum auprès de la population à qui il appartenait de trancher. La population a refusé par un peu plus de 50 % des voix exprimées et le oui n'a été majoritaire que dans deux communes,.
Après ce coup d'arrêt, un autre projet a émergé et le 16 juin 2016, les sept conseils municipaux votent la constitution de la nouvelle commune.
| Nom                 | Code Insee | Intercommunalité               | Superficie (km2) | Population (dernière pop. légale) | Densité (hab./km2) |
| ------------------- | ---------- | ------------------------------ | ---------------- | --------------------------------- | ------------------ |
| Saint-James (siège) | 50487      | CA Mont-Saint-Michel-Normandie | 86,41            | 2 756 (2021)                      | 32                 |
| Argouges            | 50018      | CA Mont-Saint-Michel-Normandie | 16,41            | 499 (2021)                        | 30                 |
| Carnet              | 50100      | CA Mont-Saint-Michel-Normandie | 10,18            | 492 (2021)                        | 48                 |
| La Croix-Avranchin  | 50154      | CA Mont-Saint-Michel-Normandie | 10,79            | 435 (2021)                        | 40                 |
| Montanel            | 50337      | CA Mont-Saint-Michel-Normandie | 15,40            | 336 (2021)                        | 22                 |
| Vergoncey           | 50627      | CA Mont-Saint-Michel-Normandie | 7,73             | 187 (2021)                        | 24                 |
| Villiers-le-Pré     | 50640      | CA Mont-Saint-Michel-Normandie | 7,94             | 187 (2019)                        | 24                 |

## Politique et administration

### Rattachements administratifs et électoraux

#### Rattachements administratifs
Saint-James se trouve dans l'arrondissement d'Avranches du département de la Manche.
Elle était depuis 1793 le chef-lieu du canton de Saint-James. Dans le cadre du redécoupage cantonal de 2014 en France, cette circonscription administrative territoriale a disparu, et le canton n'est plus qu'une circonscription électorale.

#### Rattachements électoraux
Pour les élections départementales, la commune fait partie depuis 2014 du canton de Saint-Hilaire-du-Harcouët
Pour l'élection des députés, elle fait partie de la deuxième circonscription de la Manche.

### Intercommunalité
Saint-James était, avant la fusion de communes de 2017, le siège de la communauté de communes de Saint-James, un établissement public de coopération intercommunale (EPCI) à fiscalité propre créé en 1993 et auquel la commune avait transféré un certain nombre de ses compétences, dans les conditions déterminées par le code général des collectivités territoriales. Les communes qui ont fusionné dans Saint-James en étaient également membres.
Dans le cadre des dispositions de la loi portant nouvelle organisation territoriale de la République du 7 août 2015, qui prévoit que les établissements publics de coopération intercommunale (EPCI) à fiscalité propre doivent avoir un minimum de 15 000 habitants, cette petite intercommunalité a fusionné avec ses voisines pour former, le 1er janvier 2017, la communauté d'agglomération Mont-Saint-Michel-Normandie dont est désormais membre la commune.

### Tendances politiques et résultats
Lors des élections municipales de 2014 dans la Manche, la liste DVD de Nathalie Panassié est la seule candidate et obtient la totalité des 769 suffrages exprimés au premier tour. Sa liste est donc élue en totalité (23 conseillers municipaux dont 12 communautaires). Lors de ce scrutin, 36,55 % des électeurs se sont abstenus et 37,07 % d'entre eux ont voté blanc ou nul.
Lors du premier tour des élections municipales de 2020 dans la Manche, la liste DVD menée par David Juquin obtient la majorité absolue des suffrages exprimés dans la commune nouvelle, avec 1 043 voix (50,73 %, 24 conseillers municipaux élus dont 4 communautaires), devançant de 30 voix celle DVC menée par la maire sortante Carole Maheu, qui a recueilli 1 013 voix (49,27 %, 7 conseillers municipaux élus dont 1 communautaire).
Lors de ce scrutin marqué par la pandémie de Covid-19 en France, 40,59 % des électeurs se sont abstenus.

### Administration municipale
| Période                                  | Période                   | Identité                        | Étiquette                | Qualité |
| ---------------------------------------- | ------------------------- | ------------------------------- | ------------------------ | --- |
| Les données manquantes sont à compléter. |                           |                                 |                          | |
| ?                                        | 1808                      | C. Collin Deslongschamps        |                          | |
| 1808                                     | novembre 1816 (démission) | François de Carbonnel de Canisy |                          | Propriétaire Conseiller général de la Manche (1828 → 1830) |
| février 1817                             | 1847 (démission)          | Eugène Sursois                  |                          | Médecin Conseiller général de Saint-James (1836 → 1865) |
| novembre 1847                            | août 1848                 | P.M. Besnard-Locherie           |                          | |
| août 1848                                | novembre 1849             | Eugène Sursois                  |                          | Médecin Conseiller général de Saint-James (1836 → 1865) |
| novembre 1849                            | 1850                      | Louis Despreaux                 |                          | |
| 1850                                     | 1855                      | P.M. Besnard-Locherie           |                          | |
| 1855                                     | 1874                      | Valentin Belloir                |                          | |
| 1874                                     | 1888                      | Hippolyte Morel père            | Républicain              | Juge de paix Conseiller général de Saint-James (1865 → 1874) |
| 1888                                     | 1919                      | Hippolyte Morel fils            | Républicain              | Directeur du Crédit foncier de France Sénateur de la Manche (1890 → 1898) Conseiller général de Saint-James (1874 → 1922) Président du conseil général de la Manche (1895 → 1922)                                                                                             |
| 1919                                     | 1925                      | André Payen                     |                          | |
| 1925                                     | 1934                      | Léon Legallais                  |                          | Propriétaire des filatures Saint-James |
| 1934                                     | 1935                      | Jules Gardin                    |                          | Teinturier |
| 1935                                     | 1945                      | Léon Legallais                  |                          | Propriétaire des filatures Saint-James |
| 1945                                     | 1954                      | Jacques Guesnier                |                          | Comptable, ancien adjoint au maire |
| 1954                                     | mars 1959                 | Martial Gérard                  |                          | Quincaillier, ancien premier adjoint au maire |
| mars 1959                                | juillet 1982 (démission)  | Charles Houssard                |                          | Notaire Chevalier des Palmes académiques (1972) |
| juillet 1982                             | mars 1983                 | Louis Ménard                    |                          | Commerçant |
| mars 1983                                | mars 2014                 | Michel Thoury (1942-2015)       | CDS puis UDF-FD puis UMP | Chirurgien dentiste Conseiller régional de Basse-Normandie (1992 → 2010) Conseiller général de Saint-James (1992 → 2001) Vice-président du conseil général de la Manche (1998 → 2001) Président de la CC de Saint-James (1989 → 2014) Chevalier de la Légion d'honneur (2003) |
| mars 2014                                | décembre 2016             | Nathalie Panassié               | DVD                      | Adjointe de direction au syndicat d'eau Baie bocage 3e vice-présidente de la CC de Saint-James (2014 → 2016) |

| Période      | Période   | Identité      | Étiquette | Qualité |
| ------------ | --------- | ------------- | --------- | --- |
| janvier 2017 | mai 2020, | Carine Mahieu | LR        | Enseignante Première adjointe au maire de Carnet 6e vice-présidente de la CC de Saint-James (2014 → 2016) Conseillère départementale de Saint-Hilaire-du-Harcouët (2015 → ) |
| mai 2020     | En cours  | David Juquin  | DVD       | Comptable Vice-président de la CA Mont-Saint-Michel-Normandie (2020 → ) |

Pour la mandature 2020-2026, les maires délégués sont :
- Chantal de Saint-Denis à Argouges ;
- Jean-René Guérin à Carnet ;
- Chantal Turquetil à Montanel ;
- Philippe Lehurey à Villiers-le-Pré ;
- Michel Robidel à Vergoncey ;
- Christine Deroyand à La Croix-Avranchin ;
- David Juquin à Saint-James.

### Jumelages
- Erkelenz (Allemagne) depuis le 12 octobre 1974.
- Beaminster (Angleterre) depuis 1978.

## Équipements et services publics

### Enseignement
- Groupe scolaire public, 1 rue Haie-de-Terre.
- Collège public Le Clos Tardif, rue Guillaume-le-Conquérant.
- École et collège privés Immaculée-Conception.

## Population et société

### Démographie
La population des anciennes communes puis de la commune nouvelle est connue par les recensements menés régulièrement par l'Insee.
En 2022, la commune comptait 4 966 habitants.
| 1968  | 1975  | 1982  | 1990  | 1999  | 2008  | 2013  | 2015  | 2016  |
| ----- | ----- | ----- | ----- | ----- | ----- | ----- | ----- | ----- |
| 5 369 | 5 154 | 5 129 | 5 258 | 5 093 | 4 989 | 5 041 | 5 061 | 5 006 |

| 2017  | 2018  | 2022  | - | - | - | - | - | - |
| ----- | ----- | ----- | - | - | - | - | - | - |
| 4 954 | 4 902 | 4 966 | - | - | - | - | - | - |

| 1793  | 1800  | 1806  | 1821  | 1831  | 1836  | 1841  | 1846  | 1851  |
| ----- | ----- | ----- | ----- | ----- | ----- | ----- | ----- | ----- |
| 2 515 | 2 522 | 2 666 | 2 646 | 3 104 | 3 203 | 3 236 | 3 278 | 3 363 |

| 1856  | 1861  | 1866  | 1872  | 1876  | 1881  | 1886  | 1891  | 1896  |
| ----- | ----- | ----- | ----- | ----- | ----- | ----- | ----- | ----- |
| 3 274 | 3 270 | 3 230 | 3 199 | 3 088 | 3 249 | 3 265 | 3 067 | 2 965 |

| 1901  | 1906  | 1911  | 1921  | 1926  | 1931  | 1936  | 1946  | 1954  |
| ----- | ----- | ----- | ----- | ----- | ----- | ----- | ----- | ----- |
| 2 996 | 2 764 | 2 624 | 2 250 | 2 412 | 2 365 | 2 302 | 2 386 | 2 329 |

| 1962  | 1968  | 1975  | 1982  | 1990  | 1999  | 2008  | 2013  | 2018  |
| ----- | ----- | ----- | ----- | ----- | ----- | ----- | ----- | ----- |
| 2 415 | 2 452 | 2 489 | 2 766 | 2 976 | 2 917 | 2 678 | 2 798 | 2 750 |

| 2019  | - | - | - | - | - | - | - | - |
| ----- | - | - | - | - | - | - | - | - |
| 2 757 | - | - | - | - | - | - | - | - |

### Sports
Saint-James possède une équipe de football, La Patriote Saint-Jamaise qui évolue en ligue de Normandie dans un championnat de niveau départemental (district).

## Économie
- Les Tricots Saint-James produisant le célèbre chandail marin.

## Culture locale et patrimoine

### Lieux et monuments

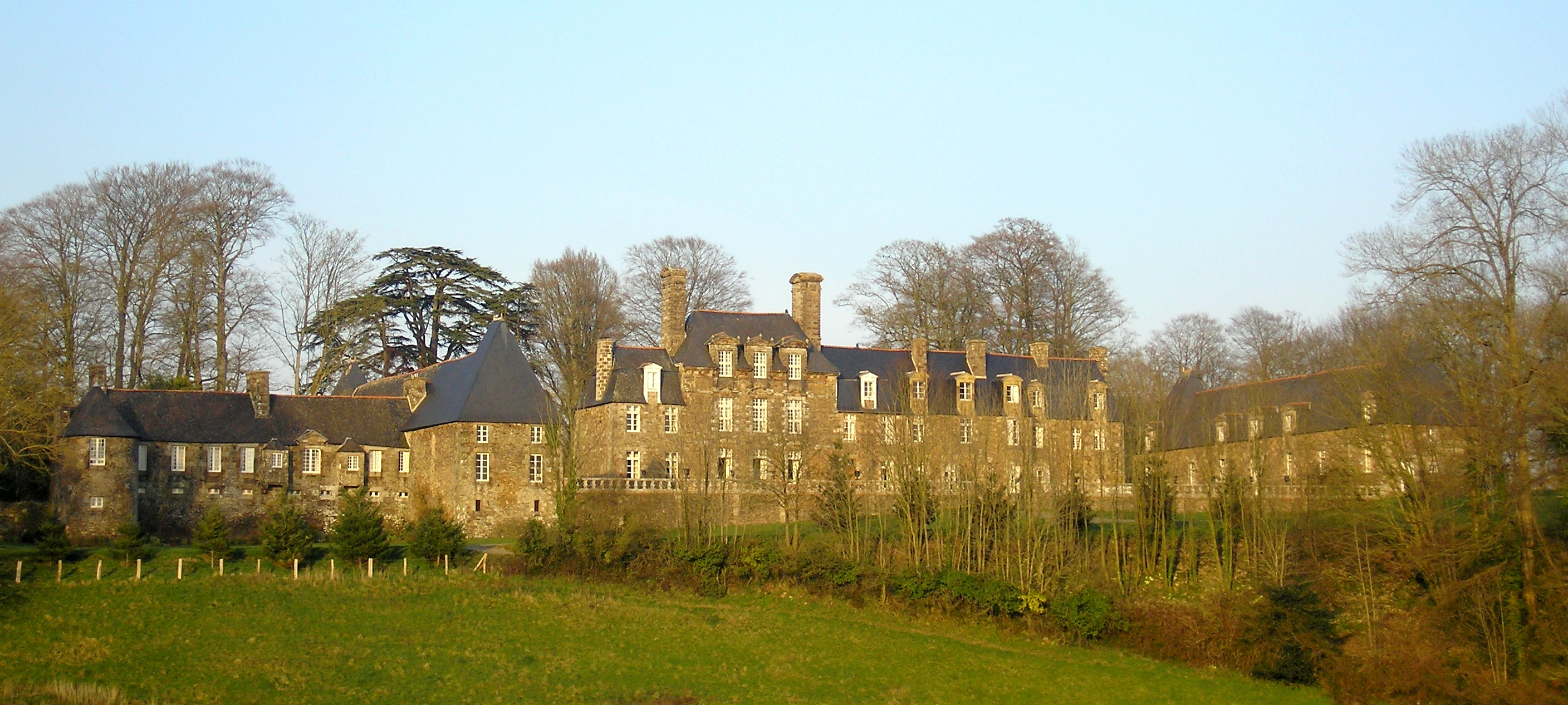
Le château de la Palluelle.

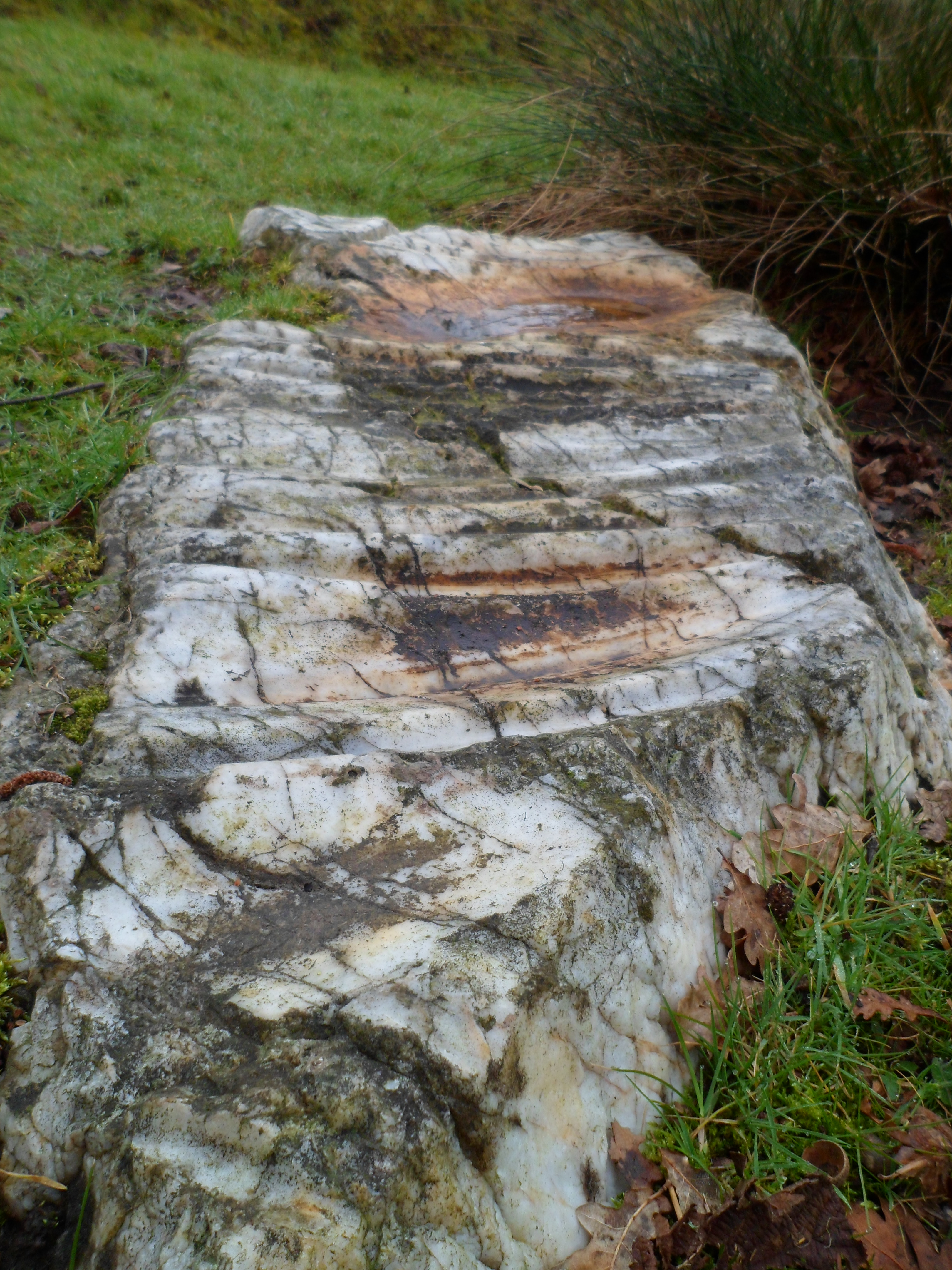
Polissoir de Saint-Benoît.

- Cimetière militaire américain de Saint-James où reposent 4 410 soldats. Il est situé en fait intégralement sur la commune voisine de Montjoie-Saint-Martin. Vue sur le mont Saint-Michel.
- Polissoir du néolithique dit la Pierre Saint-Benoit, datant de 4000 av. J.-C. classé au titre des monuments historiques par décret du 5 décembre 1977[65].
- Portail du XIIIe siècle remonté à l’entrée du cimetière.
- Église Saint-Jacques des XIe, XVe, XVIe, XVIIe – XIXe siècles, ancienne prieurale, fondée par les ducs de Normandie, principalement gothique, avec triforium, portail roman[réf. nécessaire] et tour du XIXe. Elle abrite une Vierge à l'Enfant du XIVe classée au titre objet aux monuments historiques[66], ainsi qu'une statue de saint Jacques le Majeur du XIVe, des verrières des XIXe et XXe de Mazuet et Champigneul[39].

L’orgue Merklin (construit en 1850 et restauré en 2012-2014) a été détruit par l’effondrement partiel de la voûte dans la nuit du 5 au 6 novembre 2017.
- Église Saint-Benoît citée dès le VIIe et remaniée au XIXe siècle, à Saint-Benoît-de-Beuvron et réaménagée en centre culturel. Elle abrite une statue de saint Benoît du XIXe.
- Oratoire Saint-Benoît.
- Château de la Paluelle, de style Louis XIII, des XVe – XVIIe siècles et son parc inscrits au titre des monuments historiques par arrêté du 30 janvier 1967[68], qui a été restauré par un mécène américain.
- Terrassement et site fossoyé de l'ancien château fort de Saint-James au niveau de l'actuelle place du calvaire, et emplacement, au bout du chemin des Métaieries, d'une partie de l'ancienne haie de terre[69] qui reliait les deux rivières afin de barrer le passage côté Bretagne[1] et qui servit à se protéger des incursions normandes et fut réaménagée par les premiers ducs[42].
- Vestiges de l'enceinte urbaine. Les fortifications furent démolies au cours des XVIIe et XVIIIe siècles. D'anciennes rues reprennent le tracé des anciens remparts[42], comme la rue du Fort, bâtiment aujourd'hui disparu, ou la place des douves devenue celle du Monument aux Morts. Seuls vestiges : la Tour de la Redoute[1].
- Manoir de la Haye de terre des XVIe – XVIIe siècle.
- Lavoir du Reclus, restauré en 2000.
- Mairie (1860), bâtie comme un « château » et flanquée de quatre tourelles.
- Pigeonnier au manoir des Guitons.

Pour mémoire
- Prieuré Saint-Jacques fondé par le duc de Normandie Richard II[42].
- Il y eut jusqu'à treize moulins sur le territoire de Saint-James.

### Parcs et espaces verts
La commune est une ville fleurie (trois fleurs) au concours des villes et villages fleuris.

### Activité et manifestations
Il s'y tient en septembre et cela depuis le Moyen Âge une foire annuelle dite de la Saint-Macé.

### Personnalités liées à la commune
- Sylvestre de La Cervelle (Saint-James-de-Beuvron, date inconnue - Coutances, 1386), évêque de Coutances
- Pierre Loysel (1751-1813), homme politique né à Saint-James, député de l'Aisne puis député de la Manche.
- Pierre Louis Pinel, (Saint-James, 1761 - 1838), homme politique, maire d'Avranches et député de la Manche au Conseil des Cinq-Cents.
- Hippolyte Morel (Saint-Malo, 1846 - Paris, 1922), maire de Saint-James, député puis sénateur de la Manche, Sous-Gouverneur de la Banque de France puis Gouverneur du Crédit foncier de France. Il est marié avec Geneviève Rouland, petite fille de Gustave Rouland, Ministre de l'instruction publique et des cultes sous Napoléon III puis Gouverneur de la Banque de France.
- Louis Ravalet (Pontaubault, 1924 - Saint-James, 2009), médecin, coauteur de Pontaubault 1944 : naissance d'une amitié franco-américaine avec W.H. Turner[71]. Fondateur de la maison médicale de Saint-James.
- Francis Goré (Saint-James, 1883 - 1954), missionnaire au Tibet
- Michel Thoury (Saint-Hilaire-du-Harcouët, 1942 - 2015), homme politique français et dentiste de profession. En plus de nombreux mandats au conseil général de la Manche et au conseil régional de Basse-Normandie, Michel Thoury a notamment été maire de Saint-James sans interruption de 1983 à 2014. Il est connu comme homme de terrain, gérant les dossiers au plus proche de ses administrés. Il disparaît tragiquement dans un accident de la route en 2015.

### Héraldique
| Blason de Saint-James | Blason  | De gueules à la porte coulissée d'argent flanquée de deux tours d'or, celle de senestre plus élevée que l'autre, le tout maçonné de sable, accompagné de quatre coquilles aussi d'argent, une en chef et trois ordonnées 2 et 1 en pointe. |
| Blason de Saint-James | Détails | |